# لیکاتا
لیکاتا (به ایتالیایی: Licata) یک کومونه در ایتالیا است که در استان آگریجنتو واقع شده‌است.

## خصوصیات
لیکاتا ۱۷۸ کیلومترمربع مساحت و ۳۸٬۰۴۳ نفر جمعیت دارد و ۸ متر بالاتر از سطح دریا واقع شده‌است.

## خواهرخوانده
شهر راینهایم (اودنوالد) خواهرخواندهٔ لیکاتا هست.